# Freiburger Zeitung

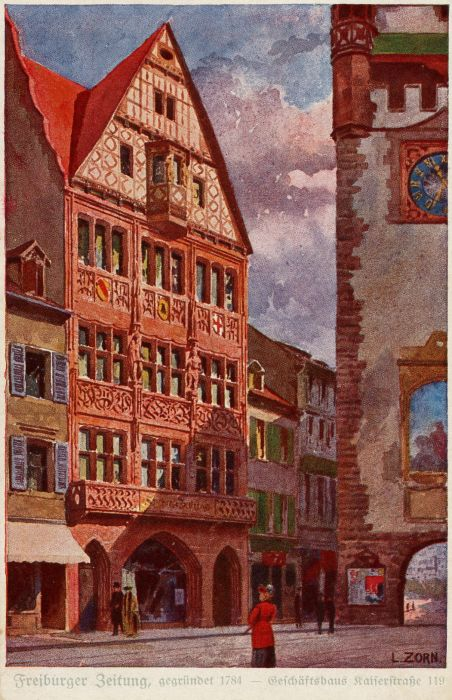
Ansicht des Hauses der Freiburger Zeitung um 1900 neben dem Martinstor

Die Freiburger Zeitung war eine in Freiburg im Breisgau erscheinende Tageszeitung. Sie wurde 1784 unter dem Namen „Freyburgerzeitung“ gegründet und erschien bis zum Jahr 1943. Die Zeitung stellt heute eine wesentliche Quelle der Freiburger Alltags-, Lokal- und Regionalgeschichte dar.

## Geschichte
Die Freyburgerzeitung erschien erstmals am 3. Januar 1784 und seit 1793 regelmäßig. Unter dem Namen „Freiburger Zeitung“ wurde die Zeitung seit dem 1. Januar 1821 publiziert. Drucker, Verleger und Titel der Zeitung änderten sich mehrmals: Von den Vorderösterreichischen Provinzialnachrichten (1788–1792) ging es über das Allgemeine Intelligenz- oder Wochenblatt für das Land Breisgau und die Ortenau (1804–1807) und die Großherzoglich-badische privilegierte Freyburger Zeitung (1808–1810) zum Freyburger Wochenblatt (1810–1820). Vom 1. Juli 1848 bis 31. Dezember 1851 führte das Blatt den Titel Neue Freiburger Zeitung.
Die ehemals im Besitz der Stadt befindliche Zeitung wurde ab 1863 durch das Unternehmen H. M. Poppen & Sohn (seit 1918: Poppen & Ortmann) zuerst gepachtet und ab 1866 vollständig durch Kauf übernommen. Diese stellte das Zentrum der Verlagstätigkeit des Unternehmens dar. Zum 1. Oktober 1881 wurde die Freiburger Zeitung erneut Amtsverkündigungsblatt, nachdem diese Eigenschaft für einige Zeit die Breisgauer Zeitung innegehabt hatte, die diese wiederum von der Freiburger Zeitung übernommen hatte.
Im Jahr 1904 fand ein Architektenwettbewerb um die Erstellung eines Geschäftshauses in der Kaiser-Joseph-Straße für die Freiburger Zeitung statt. Der Gewinner des Wettbewerbs war der Freiburger Architekt Carl Anton Meckel, umgesetzt wurde jedoch der Entwurf von Billing & Mallebrein. Billings Entwurf besaß große Ähnlichkeit mit dem Meckels, was nach einer Publikation im Zentralblatt der Bauverwaltung im Jahr 1906 zu einer öffentlichen Kontroverse der beiden führte. Das Geschäftshaus selber wurde am 7. August 1905 eröffnet. An der Fassade des Hauses finden sich zwei Figuren von Friedrich Meinecke, von denen eine Johannes Gutenberg darstellt. Am 12. Oktober 1916 wurde das Gebäude von einer Fliegerbombe getroffen. „Alle Scheiben, sogar die große Scheibe im Geschäftshaus, Kaiserstraße 119 waren geborsten. Die ganze Brüstung lag in der Sackgasse.“ lautet die Inschrift auf einer Gedenktafel an der Dachterrasse.
Ab 1935 versuchten die Nationalsozialisten die Selbstständigkeit der Freiburger Zeitung einzuschränken. So wurden die Verleger Adolf Poppen (am 15. Oktober 1935) und Max Ortmann (am 30. Oktober 1935) „auf Grund des § 10 der ersten Verordnung zur Durchführung des Reichskulturkammergesetzes vom 1.11.1933 […] aus der Reichspressekammer [ausgeschlossen] und die weitere Tätigkeit als Zeitungsverleger [untersagt]“. Als Begründung wurden Artikel eines ehemaligen, jüdischen Mitarbeiters sowie eines ehemaligen Schriftleiters aus der Zeit bis März bzw. Mai 1933 sowie „bis in die Gegenwart“ erfolgende Veröffentlichungen jüdischer Anzeigen sowie des jüdischen Gottesdienstanzeigers herangeführt. Während der folgenden Wochen erfolgte aufgrund des deutlich gestiegenen Drucks auf die Verleger ein Verkauf der Freiburger Zeitung zum 1. Januar 1936 an die Vera Verlagsanstalt GmbH aus Berlin, einer Tochter des Zentralverlags der NSDAP, dem Franz-Eher-Verlag. Auch wenn die Verquickungen nicht von Anfang an für alle Bürger ersichtlich waren, wurde der Vera Verlagsanstalt GmbH in der Bevölkerung eine große Nähe zu amtlichen Stellen nachgesagt. Neben einer Vergütung der Zeitungsrechte wurde Poppen & Ortmann ein Druckvertrag für 10 Jahre zugesagt.
Die Zeitung wurde mit der Wochenendausgabe Nr. 58/59 vom 27./28. Februar 1943 im 160. Jahrgang eingestellt. Zur Begründung wird auf der Titelseite der letzten Ausgabe auf die „Erfordernisse des totalen Krieges“ verwiesen. Durch die Einstellung würden „weitere Arbeitskräfte für die Wehrmacht und Rüstungsindustrie frei.“

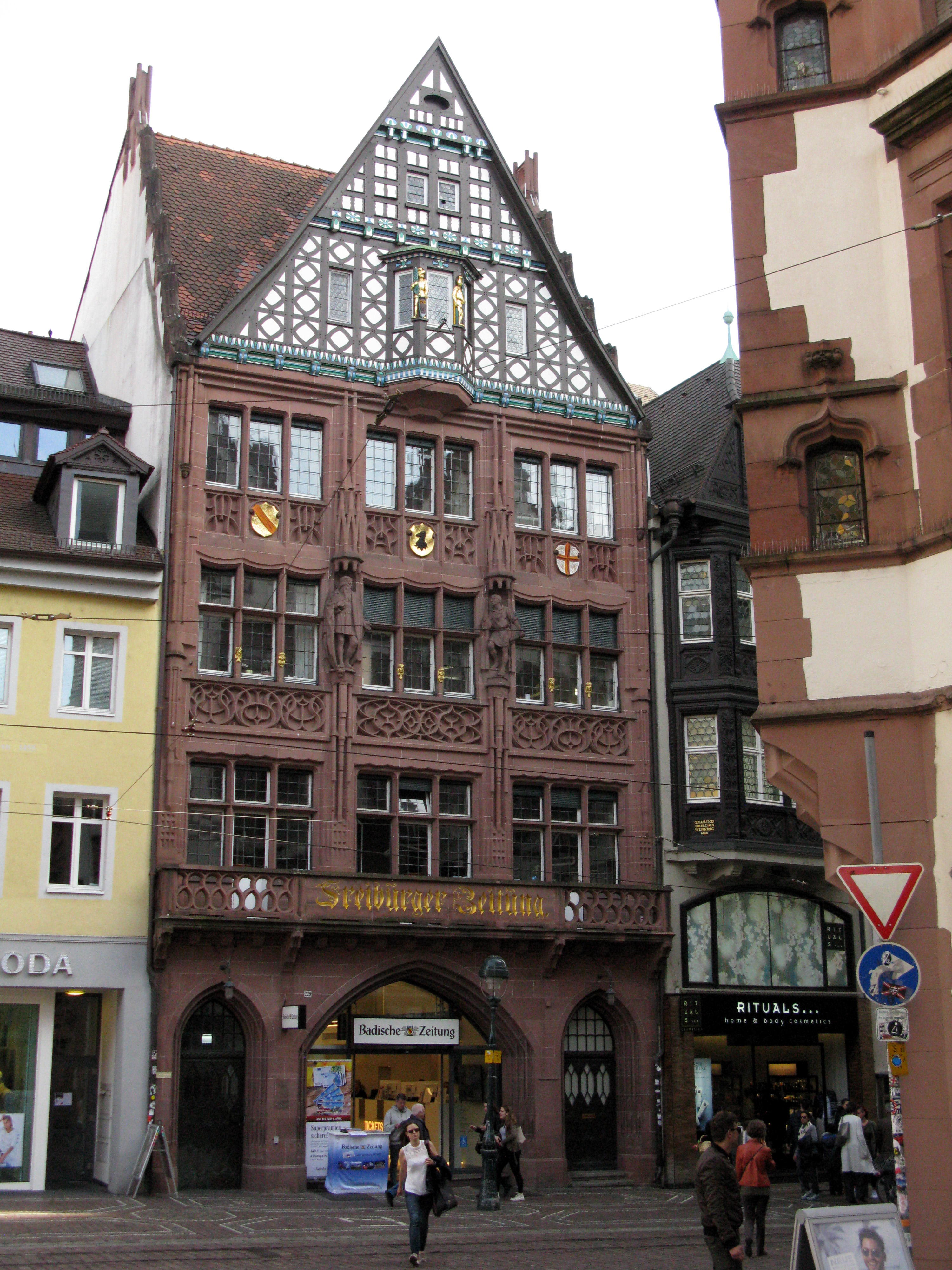
Haus der Freiburger Zeitung in Freiburg, heutiger Sitz der Geschäftsstelle und der Stadtredaktion der Badischen Zeitung, die, wie seinerzeit die Freiburger Zeitung, zur familiengeführten Druckerei mit Verlag Poppen & Ortmann gehört.

1950 brachten Poppen & Ortmann den Titel Freiburger Zeitung als Teilhaber des Badischen Verlages in die Badische Zeitung ein. Der Name Freiburger Zeitung wird bis heute für den Freiburger Lokalteil der Badischen Zeitung verwendet. Ende 2014 wurde im Auftrag von Poppen & Ortmann und dem Badischen Verlag damit begonnen, das Geschäftshaus zu renovieren. Seit 18. Mai 2016 befinden sich dort die Geschäftsstelle, die Lokal- und Breisgauredaktion der Badischen Zeitung und die Redaktion von fudder.de.

## Erhaltung und Digitalisierung
Praktisch alle Jahrgänge der Zeitung sind komplett erhalten. Die ältesten Jahrgänge wurden zunächst im Stadtarchiv Freiburg gesammelt und bewahrt, die neueren Jahrgänge in der Universitätsbibliothek Freiburg. Da die erhaltenen Originale durch den starken Gebrauch für Recherchezwecke und die Alterung des Papiers in ihrer Substanz bedroht waren, hat die Universitätsbibliothek in den 1980er Jahren die gesamte Zeitung auf Mikrofilm übertragen. Die Originale konnten danach der Benutzung entzogen werden.
Beginnend im September 2000  wurde dann die gesamte Zeitung für die Veröffentlichung im Internet digitalisiert. Dazu wurden die Mikrofilmvorlagen in Schwarzweiß eingescannt und zur Internetpräsentation nachbearbeitet. Das Digitalisat wurde dabei allerdings nicht mit einem Texterkennungsprogramm bearbeitet, so dass es ausschließlich als Faksimile in Form von Bilddateien vorliegt und zum Beispiel eine Volltextsuche nicht möglich ist.